# Red River Valley (1997)
Red River Valley is een Chinese film uit 1997, geregisseerd door Feng Xiaoning.
De film was in China zelf een groot succes, maar is buiten China vrijwel niet vertoond. Vanuit Brits standpunt zou de film een onjuist beeld schetsen van de Britse Veldtocht in Tibet van 1903-4.

## Verhaal
De film draait om een jonge Chinese vrouw die weet te ontsnappen aan een religieuze offering, en gered wordt door een Tibetaanse herder. De twee worden verliefd. Er ontstaan echter al snel problemen wanneer ze niet bekend blijkt te zijn met de lokale tradities, en wanneer ze ruzie krijgt met een Tibetaanse prinses. Ondertussen maakt een Britse expeditie plannen om de heilige berg te beklimmen. Wanneer het drietal dit ontdekt, zetten ze hun onderlinge ruzies opzij om hun thuisland te beschermen.

## Rolverdeling
| Acteur        | Personage       |
| ------------- | --------------- |
| Jing Ning     | -               |
| Bing Shao     | -               |
| Zhen Ying     | -               |
| Paul Kersey   | Jones           |
| Nicholas Love | Colonel Rockman |

## Prijzen en nominaties
| jaar | prijs                         | categorie                                     | genomineerde(n) | uitslag  |
| ---- | ----------------------------- | --------------------------------------------- | --------------- | -------- |
| 1997 | Golden Rooster Award          | Beste montage                                 | Sihai Fen       | gewonnen |
| 1997 | Golden Rooster Award          | Beste muziek                                  | Fuzai Jin       | gewonnen |
| 1997 | Huabiao Film Award            | Outstanding Film                              | -               | gewonnen |
| 1998 | Beijing Student Film Festival | Jury Award                                    | Xiaoning Feng   | gewonnen |
| 1998 | Beijing Student Film Festival | Students' Choice Award voor favoriete actrice | Jing Ning       | gewonnen |